# Egon Theiner
Egon Theiner (* 13. Februar 1968 in Bozen, Südtirol) ist ein Sportjournalist, Buchautor und Verleger.

## Leben
Nach der Matura am Klassischen Gymnasium in Bozen studierte er einige Zeit Rechtswissenschaften und war gleichzeitig auch sportlich als aktiver Judoka (1980–1992) und Fechter (1992–1995) und Journalist in Bozen tätig.

## Karriere als Journalist, Autor und Kommunikationsmanager
Seine journalistische Karriere begann Egon Theiner als Volontär bei der Südtiroler Tageszeitung Dolomiten. Danach arbeitete er von 1989 bis 1995 als verantwortlicher Sportredakteur bei der Südtiroler Sonntagszeitung Zett (beide aus dem Hause Athesia). Anschließend wechselte er zu den Salzburger Nachrichten und war dort von 1995 bis 2002 in der Sportredaktion, mit Schwerpunkt Nordischer Skisport tätig; so berichtete er beispielsweise von den Olympischen Winterspielen 1998 und 2002. Daneben schrieb er als freier Journalist für bekannte Zeitungen, wie FAZ, SZ, Tages-Anzeiger und La Gazzetta dello Sport.
Als Buchautor war er unter anderem Ghostwriter der Autobiographien von Langläufer Alois Stadlober und Langlauftrainer Walter Mayer (beide Österreich), veröffentlichte zusammen mit Mentaltrainer Thomas Wörz den Ratgeber Erfolg durch Selbstmanagement und verfasste ein Buch über Geschichte, Kultur und Praxis des Langlaufsports. Weiter schrieb er unter anderem die Biografien des ehemaligen deutschen Skisprungtrainers Reinhard Heß, der finnischen Skisprunglegende Matti Nykänen und des ehemaligen österreichischen Fußballers Franz Hasil. Auch unterstützte er Jens Weißflog beim Verfassen seiner Autobiographie Geschichten meines Lebens.
2004 gründete er mit der egoth Verlag GmbH mit Sitz in Wien seinen eigenen Verlag.
Seit 1999 ist Egon Theiner als Pressemanager bei verschiedenen Großveranstaltungen, unter anderem den Olympischen Spielen 2008, 2012, 2016 oder den Olympischen Winterspielen 2006, 2010, 2014, 2018, 2022 tätig. In den Wettkampfsaisonen 2008/09 bis 2011/12 arbeitete er für den Internationalen Skiverband FIS.
Im Jahr 2014 arbeitete er bei den Olympischen Winterspielen in Sotschi (Russland) und bei den Youth Olympic Games in Nanjing (China) für Olympic Broadcasting Services (OBS). 2015 war Theiner mit International Sports Broadcasting (ISB) bei den ersten Europa-Spielen in Baku (Aserbaidschan) engagiert. 2016 arbeitete er für die UEFA als Venue Media Operations Manager für sechs Monate in Toulouse für die Fußball-EM. Anschließend war er wieder für OBS in Rio de Janeiro bei Olympischen und Paralympischen Spielen im Einsatz. 2018 arbeitete er in Pyeongchang bei den Olympischen Winterspielen als Venue Media Manager für Skispringen, Ski-Langlauf, Nordische Kombination und Snowboard/Big Air. 2022 war er im Zhangjiakou Genting Snow Park während der Olympischen Winterspiele in China im Einsatz (Snowboard, Ski Freestyle) und ging Anfang März für sechs Monate nach München, um auch dort im Bereich Media Operations bei den European Championships tätig zu sein. Von 1. September 2022 bis 30. Juni 2023 arbeitete Theiner als Head of Media and Communications für die World Mountain and Trail Running Championships (WMTRC) in Innsbruck-Stubai.
Egon Theiner ist seit September 2011 verheiratet.

## Trailrunning und Ultramarathons
Seit Ende 2016 widmet sich Theiner intensiv dem Laufsport, besonders Trailrunning und Ultramarathon. Er bestritt unter anderem den Stelvio-Marathon (2017, 2018, 2019), das Innsbruck Alpine Trail Festival (2018/K42, 2019/K85), den Schwarzach Trail (2018), den Zermatt Gornergrat Ultramarathon (2018), den Wienerwald Ultra Trail (2019) und den Ultra Trail Lago d’Orta (2019). Bei der 24-Stunden-Staatsmeisterschaft in Bad Blumau im Juli 2020 erreichte Theiner mit 160,64 gelaufenen Kilometern zusammen mit den ULT Heustadlwasser-Vereinskollegen Andreas Michalits und Heinz Schaludek Platz vier in der Teamwertung. 2021 absolvierte Theiner den „Wien Rundumadum“, 2022 den Königsforst-Ultramarathon in Bergisch Gladbach bei Köln.

## Schriften (Auswahl)
- Langer Atem. Das österreichische Langlaufwunder. Styria Graz, 1999, ISBN 3-222-12752-2 (Biographie über Alois Stadlober).
- Von Pfeif’n und Trott’ln. Styria Graz, 2000, ISBN 3-222-12831-6 (Biographie über Walter Mayer).
- mit Thomas Wörz: Erfolg durch Selbstmanagement in Leistungssport und Berufsleben. Vandenhoeck & Ruprecht, Göttingen 2001, ISBN 3-525-49001-1.
- Mehr als ein Job. Wero Press Pfaffenweiler, 2002, ISBN 3-9808049-4-1 (Biographie über Reinhard Heß).
- mit Chris Karl: Skilanglauf. Geschichte, Kultur, Praxis. Die Werkstatt Göttingen, 2002, ISBN 3-89533-371-9.
- Grüße aus der Hölle. Wero Press Pfaffenweiler, 2003, ISBN 3-9808049-9-2 (Biographie über Matti Nykänen).
- Franz Hasil. Eine Wiener Fußballgeschichte. Agon Kassel, 2004, ISBN 3-89784-238-6.
- mit Michael Schrittwieser: Basketball. Alles über Technik, Taktik und Training. BLV München, 2004, ISBN 3-405-16727-2.
- mit Jens Jahn: Enzyklopädie des Skispringens. Agon Kassel, 2004, ISBN 978-3-89784-099-7.
- mit Harald Steyrer und Herbert Wurzer: 50 Jahre FIL 1957–2007. Die Historie des Internationalen Rennrodelverbandes. egoth Wien, 2007, ISBN 978-3-902480-46-0.
- mit Elisabeth Schlammerl: Trapattoni. Eine Hommage. egoth Wien, 2007, ISBN 978-3-902480-31-6 (Biographie über Fußball-Startrainer Giovanni Trapattoni).
- mit Wolfgang Fasching: Seven Summits. Erlebnisse-Erfahrungen-Erkenntnisse. egoth Wien, 2010, ISBN 978-3-902480-66-8.
- mit Eberhard und Peter Riedel: Spuren des Erfolgs. egoth Wien, 2013, ISBN 978-3-902480-79-8.
- mit Albert Grüner: Seilfrei. Vom Leben und Sterben in Fels und Eis. egoth Wien, 2013, ISBN 978-3-902480-80-4.
- mit Jens Weißflog, Weissflog – Bilder meines Lebens, egoth Wien, 2014, ISBN 978-3-902480-84-2
- mit Klaus Kern: Mehr als ein Spiel. egoth Wien, 2014. ISBN 978-3-902480-89-7
- mit Jens Weißflog: Weissflog – Geschichten meines Lebens. egoth Wien, 2014, ISBN 978-3-902480-94-1.
- mit Pamela Fuchs, Todesdomina, egoth Wien, 2017, ISBN 978-3-903183-01-8.
- mit Trixi Schuba: Die Kür meines Lebens, egoth Wien, 2016, ISBN 978-3-902480-15-6.
- mit Dominique Taboga, Schweres Foul, egoth Wien, 2016, ISBN 978-3-902480-40-8.
- mit Wolfgang Fasching, Die Kraft der Gedanken, egoth Wien, 2017, ISBN 978-3-902480-42-2.
- mit Leo Hillinger: Konsequenz, Konsequenz, Konsequenz, egoth Wien, 2017, ISBN 978-3-903183-03-2.
- mit Christoph Strasser: Der Weg ist weiter als das Ziel, egoth Wien, 2018, ISBN 978-3-903183-08-7 (Biographie über Ultra-Radsportler und RAAM-Sieger Christoph Strasser).
- mit Helmut Zeiner: Slimheli, egoth Wien, 2019, ISBN 978-3-903183-17-9 (Biographie über Promi-Tätowierer Helmut Zeiner).
- mit Matthias und Eva Walkner, Roadbook, egoth Wien, 2019, ISBN 978-3-903183-10-0 (Biographie über das Geschwisterpaar Matthias Walkner, Motorrad-Dakar-Sieger, und Eva Walkner zweifache Freeride-Weltmeisterin)
- Durchhalten. In Olympia Quarantäne – Bericht eines Ultraläufers, egoth, 2022, ISBN 978-3-903376-20-5
- mit Barbara Schett, Ich bin was ich bin, egoth, 2022, ISBN 978-3-903376-02-1 (Biographie über Österreichs Tennis-Queen Barbara Schett)
- mit Gernot Fleiss-Cianciabella, Horst Skoff: Mehr als ein Rockstar, 2023, ISBN 978-3-903376-52-6 (Biographie über Tennis-Star Horst Skoff)